# 남양주 불암사 경판
남양주 불암사 경판(南楊州 佛巖寺 經板)은 대한민국 경기도 남양주시 별내면 불암사에 있는, 조선시대의 불경 목판이다. 1974년 9월 26일 경기도의 유형문화재 제53호로 지정되었다.
석씨원류 외 31종 총591매의 경판이 대웅전 좌측에 있는 동축당 다락 위에 가장되어 있는데, 양단에 나무를 끼어서 판목이 균제를 지니게 하였고 재목은 자장목을 사용했다.

## 개요
경기도 남양주시 불암사에 있는 목판으로 대부분 조선 인조 13년(1635)에서 정조 19년(1795)에 간행된 것들이다. 크기는 그 유형에 따라 다르나 대형은 가로 64cm, 세로 35.5cm이고, 소형은 가로 47cm, 세로 23cm이다. 나무질이 부드러운 자작나무판을 사용하였으며 양끝에 나무를 끼워 나무판의 뒤틀림을 방지하였다.
이 경판에는 대승경전, 위경류, 진언다리니류와 부처가 사는 세계와 관련된 문헌 등이 실려있다. 글씨에는 힘이 있고 판에 새겨진 글씨체는 그 새김이 매우 섬세하여 조선 판본의 우수성을 과시하고 있다.
이들은 17,8세기의 불암사 성격을 살피는데 중요한 자료들이다.

## 같이 보기
- 불암사

## 참고 자료
- 남양주 불암사 경판 - 국가유산청 국가유산포털
- 이 문서에는 다음커뮤니케이션(현 카카오)에서 GFDL 또는 CC-SA 라이선스로 배포한 글로벌 세계대백과사전의 내용을 기초로 작성된 글이 포함되어 있습니다.